# Radivoj de Bosnia
Radivoj de Bosnia (en serbocroata: Радивој Остојић, romanizado: Radivoj Ostojić; fallecido a fines de mayo o principios de junio de 1463) fue antirrey de Bosnia desde 1432 hasta 1435, cuando perdió todo el control sobre el reino pero no renunció al título, y nuevamente desde 1443 hasta 1446, cuando abandonó su reclamo. Fue reconocido como rey por el Imperio otomano y el Despotado de Serbia, así como por las casas nobles bosnias de Kosača y Pavlović, pero nunca por Occidente. Por lo tanto, Radivoj rara vez se incluye en la lista de gobernantes de Bosnia.